# Camper & Nicholsons
Camper & Nicholsons ist der Name einer traditionsreichen britischen Bootswerft, die 1782 von Francis Amos in Gosport gegründet wurde. Die Werft hat über mehrere Generationen den Bau von Regatta- und Luxus-Segelbooten entscheidend geprägt. Der Yachtbau wurde 2001 von Nautor’s Swan übernommen. 2005 wurde die Werft in Gosport geschlossen.
Die heute verbliebenen Unternehmen mit dem Namen Camper & Nicholsons bieten verschiedene Leistungen in Zusammenhang mit Luxus-Yachten. Dazu gehören Maklerdienste, Konstruktion, Neuausrüstung, Charter-Management und Besatzungsvermittlung.

## Inhaber

### Francis Amos
Francis Amos siedelte 1782 von London nach Gosport und gründete dort eine Schiffswerft. Dazu pachtete er ein Grundstück vom Royal Naval Dockyard. Zu Beginn baute und reparierte Amos kleine Boote für die ortsansässigen Schiffer und Fischer. Die Werft erweiterte im Laufe der Jahre ihre Tätigkeiten und baute kleine Frachtschiffe.

### William Camper
Amos blieb kinderlos und bestimmte deshalb 1824 seinen Großneffen William Camper zu seinem Nachfolger. In der Zeit nach den Koalitionskriegen war in England das Interesse am Yachtsport stark gewachsen, was auch zur Gründung der Royal Yacht Squadron führte. Camper pflegte seine Kontakte zu verschiedenen Clubmitgliedern und erhielt so auch Aufträge für den Bau von Yachten. Seine erste bekannte Yacht war der Kutter Breeze im Auftrag von James Lyon. Die Breeze wurde 1836 vom Stapel gelassen und Lyon gewann im selben Jahr auf Anhieb die King’s-Cup-Regatta. Durch den Sieg wurde Camper mit einem Schlag bekannt und erhielt eine Reihe von weiteren Aufträgen für Rennyachten.
Mitte der 1850er-Jahre hatte Camper eine Reihe von Yachten gebaut, die meisten davon waren Schoner. Neben den Yachten baute Camper zu dieser Zeit weiterhin Frachtschiffe und nahm auch selbst an Frachtreisen teil.

### James Lapthorn
James Lapthorn war ein Segelmacher, der seinen Betrieb direkt neben der Werft von Camper hatte. Auch er wurde von der Familie James Lyons unterstützt. Als Camper die zahlreichen Aufträge aus der Royal Yacht Squadron erhielt, arbeitete dieser eng mit Lapthorn zusammen. Die Familien von Camper und von Lapthorn unterstützen die Werft 1836 finanziell, als diese von Ben Nicholson übernommen wurde.

### Ben Nicholson (Senior)
Camper stellte Ben Nicholson 1842 als Lehrling an. Nach Abschluss der Lehre bildete er sich im Schiffbau weiter und arbeitete im Laufe der Zeit zunehmend auch beim Bootsentwurf mit. Nicholsons erste bekannte Yacht war 1860 der Rennschoner Aline. Der herausragende Regatta-Erfolg dieses Schiffes brachte der Werft in den folgenden 20 Jahren zahlreiche Aufträge für ähnliche Yachten ein.
1863 ging William Camper in den Ruhestand und Nicholson übernahm die Leitung der Werft unter dem Namen Camper and Nicholson. Nicholson war mit seinen Rennschonern sehr erfolgreich und erweiterte die Werft um weitere Werkstätten, Schreinereien und ein eigenes Sägewerk. 1880 hatte der Betrieb seine Größe bereits verdoppelt. Nicholson wusste, dass sein Ruf als Bootsdesigner durchaus vergänglich sein konnte. Er verließ sich deshalb mehr auf den guten Ruf der Werft für Zuverlässigkeit, Bauqualität und Wartung und überließ den Entwurf oft unabhängigen Bootsdesignern.
Ben hatte drei Söhne, die er in den Betrieb einführen wollte. Er taufte die Werft darum auf den endgültigen Namen Camper and Nicholsons um. Der jüngste Sohn Arthur W. kümmerte sich um die Wartungs- und Bauanlagen auf dem Werftgelände.

### Ben Nicholson (Junior)
Ben war der älteste der drei Söhne von Ben Nicholson. Er interessierte sich nicht sonderlich für den Bootsbau. Er bot den Yacht-Eignern die Vermittlung von Seeleuten zur Bedienung der Yachten an. Diese Dienstleistung gehört auch heute noch zum Angebot von Camper & Nicholson. Die Seeleute heuerte er vor allem unter den einheimischen Fischern an. Im Sommer arbeiteten diese dann wegen der besseren Verdienstmöglichkeiten auf den Rennyachten der wohlhabenden Leute und im Winter gingen sie wieder der Fischerei nach.
Die Fischer interessierten sich sehr für die modernen Yachten und darin umgesetzten Neuerungen bei Rumpfformen und Rigg. Wenn die Neuerungen ihrem kritischen Urteil standhielten, ihnen nützlich erschienen und die Umsetzung im Rahmen ihre eigenen Möglichkeiten lag, flossen sie in die eigenen Fischerboote ein. In der Folge entwickelten sich die Fischerboote an der englischen Ostküste außerordentlich schnell, handlich, stabil und seetüchtig. Viele dieser Schiffe wurden den Fischern noch in der Bauphase abgekauft und als Yachten fertiggestellt.

### Charles E. Nicholson
Der zweitälteste Sohn erwies sich als sehr talentierter Bootsdesigner. Die von ihm gebaute Dacia machte Charles berühmt, als sie sich bei den ersten 14 Rennen, in denen sie antrat, den Sieg sicherte. Nach und nach wurde nun Yachten wieder von Camper & Nicholson im eigenen Haus entworfen.
Charles vergrößerte den Betrieb weiter. Er übernahm eine weitere Werft im benachbarten Southampton. Anfang der 1920er-Jahre baute die Werft auch Dampf- und Dieselschiffe. Das größte Motorschiff seiner Zeit war die für Thomas Sopwith gebaute Philante. Dieses Schiff wurde später zur königlich norwegischen Yacht Norge.
Als herausragender Yacht-Designer seiner Zeit baute Charles alle britischen Herausforderer-Yachten für den America’s Cup zwischen 1920 und 1937 sowie alle jemals gebauten britischen J-Klasse Yachten.

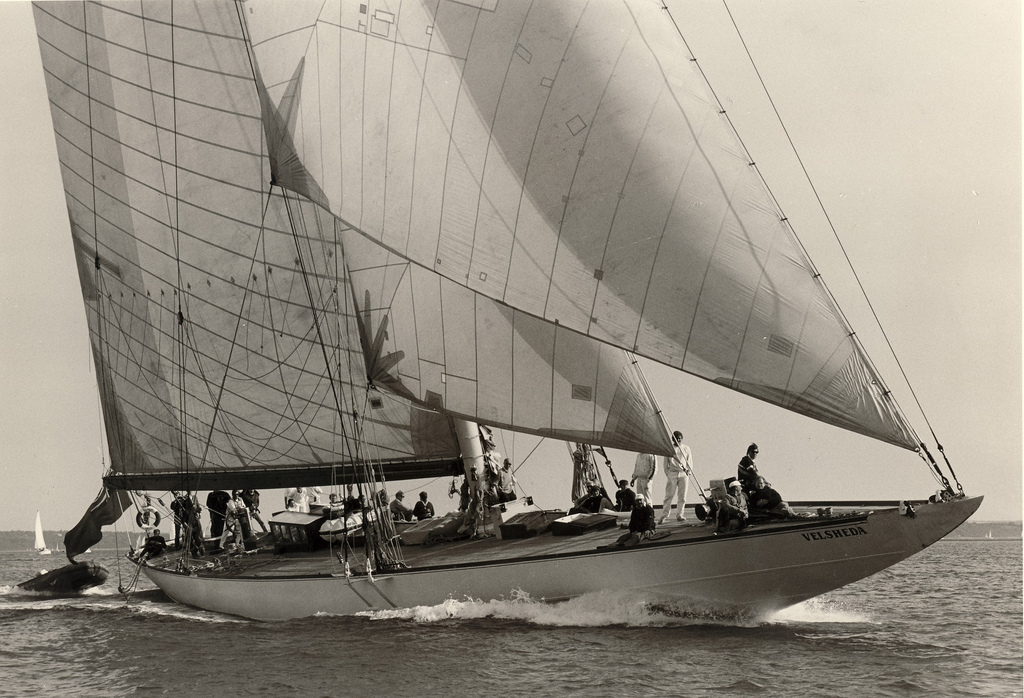
Velsheda, J-Klasse-Yacht im Solent

Zu den teilweise legendären Yachten, die von ihm entworfen und gebaut wurden, gehören:
- Dacia (5-rater, 1891)
- Marigold (Kutter, 1892) – segelt noch immer
- Avel (Kutter, 1897) – segelt noch immer als Beiboot von Creole (siehe unten)
- Black Swan (früher Brynhyld, Yawl, 1899) – segelt noch immer
- Merrymaid (Fahrtenyacht, 1904) – segelt noch immer[3]
- Norland (Schoner, 1904) – segelt noch immer
- Nyria (Bermuda-Kutter, 1906) – segelt noch immer
- Brynhild II (23mR, 1907)
- Orion (Schoner, 1910) – segelt noch immer
- Waterwitch (Schoner, 1911)
- Istria (15mR, 1912)
- Marguerita (Schoner, 1913)
- Pamela (15mR, 1913)
- Paula III (15mR, 1913)
- Shamrock IV (Universal Rule 75-footer, 1914)
- Patricia (R-Class, 1921)
- Sylvia (Bermuda-Ketch, 1925) – segelt noch immer
- Creole (zeitweise Mistral, Dreimast-Stagsegel-Schoner, 1927) – segelt noch immer
- Astra (23mR, 1928) – segelt noch immer
- Candida (23mR, 1929) – segelt noch immer
- Shamrock V (J-Klasse Yacht, 1930) – segelt noch immer
- Patience (Bermuda-Kutter, 1931) – segelt noch immer
- Velsheda (J-Klasse Yacht, 1933) – segelt noch immer
- Endeavour (J-Klasse Yacht, 1934) – segelt noch immer
- Endeavour II (J-Klasse Yacht, 1936)
- Bloodhound (12mR, 1936) – segelt noch immer
- Oiseau de Feu (früher Firebird X, Ketch, 1937) – segelt noch immer
- Trivia (12mR, 1937) – segelt noch immer

Zu Beginn des Zweiten Weltkriegs hatte Camper & Nicholsons neben den zwei Werften lediglich einen Schiffsausrüster in Southampton als Tochterunternehmen. Während des Krieges wandelte sich das Unternehmen in einen Konzern mit vielen verschiedenen Leistungen. Daraus wurde 1950 die C & N Electrical Ltd. ausgegründet. Außerdem wurde unter dem Namen Camper & Nicholsons Marina Ltd. ein weiteres Unternehmen gegründet, das direkt neben der Gosport-Werft auf dem früheren Gelände der Britischen Admiralität eine Marina errichtete.
Charles Nicholson ging niemals in Rente, sondern blieb bis zu seinem Tod Vorsitzender von Camper & Nicholsons. Er starb 1954 im Alter von 86 Jahren.
Im Jahr 1997 wurde er posthum aufgrund seiner Verdienste als Yachtkonstrukteur als Inductee (Mitglied) in die America’s Cup Hall of Fame aufgenommen.

### John Nicholson
John war der Sohn von Charles Nicholson. Er arbeitete zusammen mit seinem Vater am Bootsdesign. Auf seine Initiative geht der Serienbau von Yachten zurück als er 1939 sechs baugleiche 30 Fuß Slups fertigte. Letztlich konnte John aber nie aus dem Schatten seines Vaters heraustreten. Selbst die von ihm selbst entworfene Yachten wurden unter dem Namen seines Vaters veröffentlicht, worauf er aber erst nach dem Tod seines Vaters öffentlich hinwies.

### Charles A. Nicholson
Johns Cousin Charles A. Nicholson war auch unter dem Namen Young Charlie bekannt. Er arbeitete in den Betrieben in Southampton und war so deutlich unabhängiger von seinem Onkel Charles E. Bekannt war sein Entwurf der Hochsee-Rennyacht Yeoman von 1937.

### Peter Nicholson
Peter Nicholson war der erste Sohn von Charles A. Nicholson. Peter erkannte, dass die Werft in den Nachkriegsjahren weder durch Rüstungsaufträge noch durch den Bau großer Luxusyachten ausreichend viele Aufträge erhalten würde. Peter gliederte die Produktion in drei Bereiche: Neben den großen Motoryachten und individuellen Segelyachten wurden nun auch preisgünstige Segelboote produziert.
Zu diesem Zweck eignete sich das neu aufkommende Material glasfaserverstärkter Kunststoff (GFK) besonders gut. Allerdings hatte Camper & Nicholsons bislang keinerlei Erfahrungen mit diesem Material. Peter wandte sich daher 1960 an das Unternehmen Halmatic Ltd., das sich auf die GFK-Produktion spezialisiert hatte. Das erste Modell dieser Kooperation war die Nicholson 36. Halmatic lieferte den Rumpf und Camper & Nicholsons vollendete das Schiff mit hochklassigem Holzausbau. Spätere Modelle zwischen 27 und 70 Fuß wurde mit einem höheren GFK-Anteil und damit nochmals wesentlich rationeller gebaut. Die Serien waren am Markt sehr erfolgreich.
Der große Mischkonzern, der entstanden war, erforderte in der Nachkriegszeit größere Investitionen, als das nach wie vor private Unternehmen aufbringen konnte. Deshalb wurde 1972 mit Crest Securities Ltd. ein finanzkräftiger Partner in den Konzern aufgenommen und die C & N Electrical Ltd. verkauft. Durch Streiks, Inflation, Steuererhöhungen und nicht zuletzt eine neue Brücke über den Fluss Itchen, die die Southampton-Werft praktisch vom Zugang zum Solent abschnitt, erlebte das Unternehmen einen wirtschaftlichen Niedergang. Die Werft in Southampton wurde verkauft und die Design-Abteilung geschlossen.

### Tony Taylor
1981 wurde das Unternehmen in einem Management-Buy-out an Tony Taylor verkauft, der es in Camper & Nicholsons Yachting Ltd. umbenannte. Es wurden vor allem Motor- und Segelyachten der Luxus-Klasse gebaut. Die Produktion von Serienyachten wurde 1989 eingestellt. Mit einer Zwischenstation bei Cammell Laird wurde das Unternehmen schließlich an die Nautor-Gruppe verkauft, die 2004 mit der Gosport-Werft noch ein letztes Mal versuchte, in die Serienproduktion von Motoryachten einzusteigen. Der Niedergang war aber nicht mehr aufzuhalten und so wurde die Werft 2005 endgültig geschlossen.

## Schiffe

### Gaffel-Yachten aus dem 19. Jahrhundert

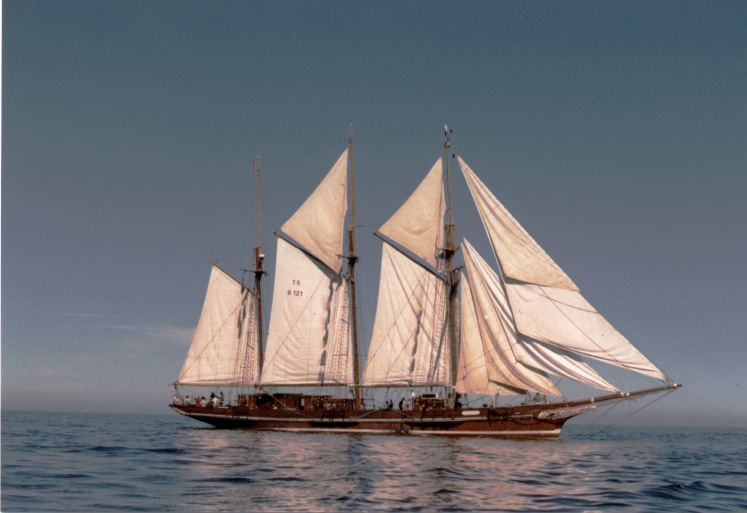
Amphitrite (1887) nach dem Umbau zum Dreimaster

William Camper begründete den guten Ruf der Werft. Die erste erfolgreiche Regatta-Yacht war die 1836 für James Lyon gebaute Breeze. Mit dem Zweimast-Schoner Nancy Dawson bewies Camper seine Kompetenz für Hochsee-Yachten. Mit diesem Schiff wurde die erste aufgezeichnete Weltumsegelung mit einer Yacht unternommen und auch in der Beringstraße gesegelt. Später machte die vom Marquis von Dufferin gesegelte Foam mit Reiseberichten nach Island und Spitzbergen Furore.
Mit dem Bau des Rennschoners Aline 1860 machte sich Ben Nicholson einen Namen. In den folgenden Jahren erhielt die Werft zahlreiche weitere Aufträge. Zu den bekanntesten Schiffen zählte der 1887 gebaute Zweimast-Gaffelschoner Amphitrite, der bei Regatten auf die Rennyacht Meteor von Kaiser Wilhelm II. traf. Die Fahrten-Yawl Florinda wurde unter den Spitznamen The Gosport Mistake (der Irrtum von Gosport) bekannt, weil sie unvergleichlich schnell segelte.

### Yachten mit Marconirigg
Einen Wendepunkt im Design von Segelyachten war 1912 die 15-Meter-Klasse-Yacht Istria. Der Rumpf war eine leichte Sperrholz-Konstruktion für die Segel kam zum ersten Mal das Marconirigg zum Einsatz. Von diesem Konstruktionsprinzip überzeugt beauftragte der Amerikaner Alexander Smith Cochran 1927 die Konstruktion der Vita. Dieser Schoner hatte ein dreimastiges Marconirigg mit zusätzlichen Stagsegeln. Die Verdrängung betrug 689 Tonnen. Die Größe des Riggs empfand Cochran bei seinem ersten Baubesuch so furchteinflößend, dass er die Masten noch vor der Fertigstellung um neun Meter kürzen ließ.

### Fastnet- und Admiral’s-Cup-Yachten
Die 20 Tonnen Yawl Ilex wurde von Charles E. Nicholson für das Corps of Royal Engineers entworfen und 1899 gebaut. Die Royal Engineers traten damit bei allen Fastnet-Rennen zwischen 1925 und 1939 an und konnten das Rennen 1926 gewinnen. Später wurden nach den gleichen Plänen die Schwesterschiffe Foxhound und Bloodhound für den in England lebenden Amerikaner Issac Bell gebaut.
Dieser gewann 1939 mit der Bloodhound das Fastnet-Rennen. Die Foxhound wurde noch 1974

vom portugiesischen Team beim Admiral’s Cup gesegelt. Zu dieser Zeit war das Fastnet-Rennen das Finalrennen des Admiral’s Cups.
Die von Charles A. Nicholson entworfene Yeoman gewann 1951 unter dem Eiger Owen Aisher das Fastnet-Rennen.

### Motoryachten

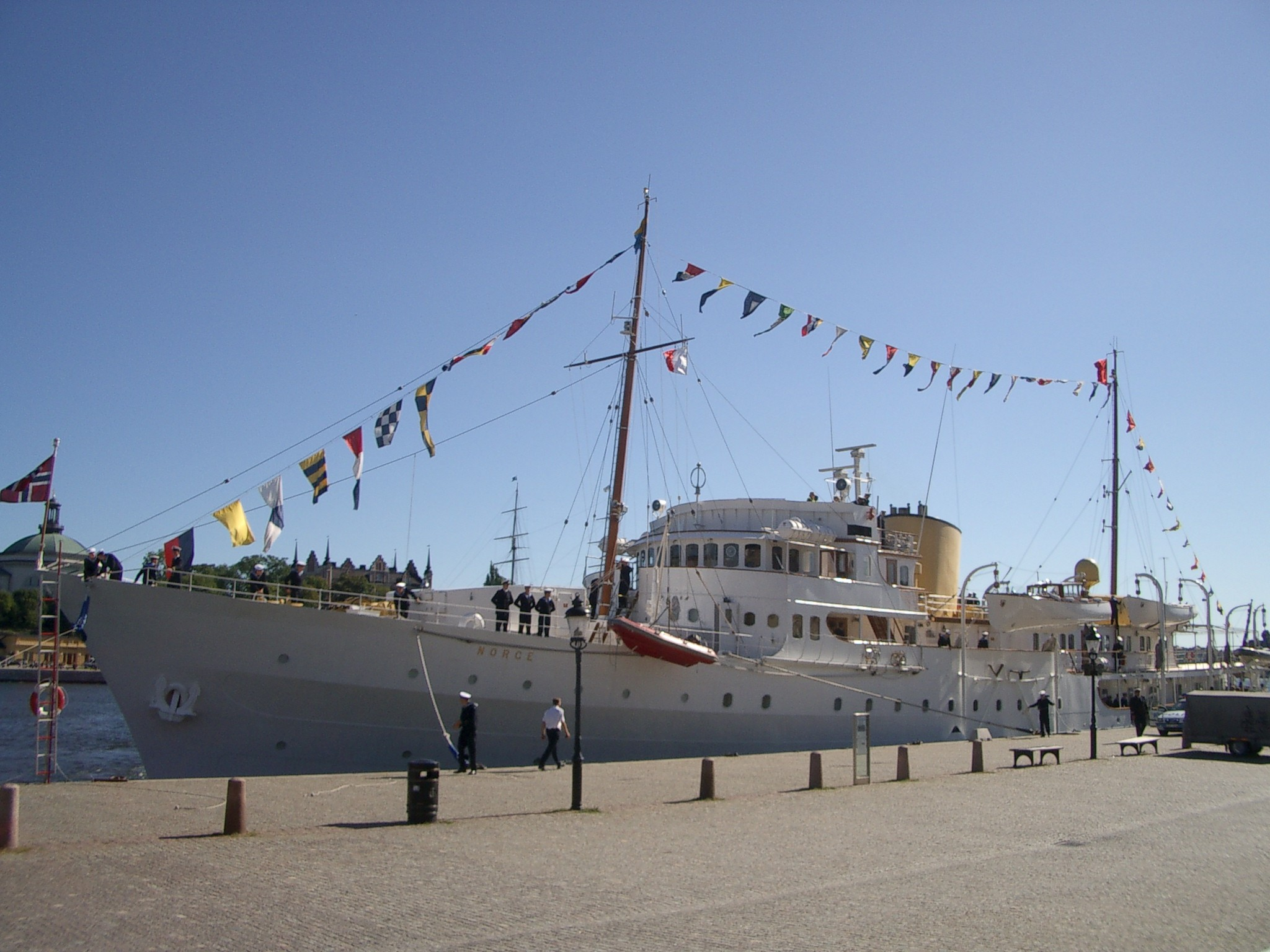
Norge

Einen Meilenstein der maschinengetriebenen Schiffe erreichte Camper & Nicholsons 1914 mit der Pioneer. Zum ersten Mal wurde eine große Yacht mit einem Dieselmotor angetrieben. Diese Maschine war wesentlich kleiner und leichter als die sonst üblichen Dampfmaschinen und erlaubte so, bei gleichem Platzangebot leichtere Schiffe zu bauen.
1926 wurde die M.Y. Vita für den Multimillionär Thomas Sopwith gebaut. 1937 ließ Sopwith dann die Philante bauen. Sie war das größte Motorschiff seiner Zeit. Später wurde das Schiff zur königlich norwegischen Yacht Norge.

### America’s Cup Yachten

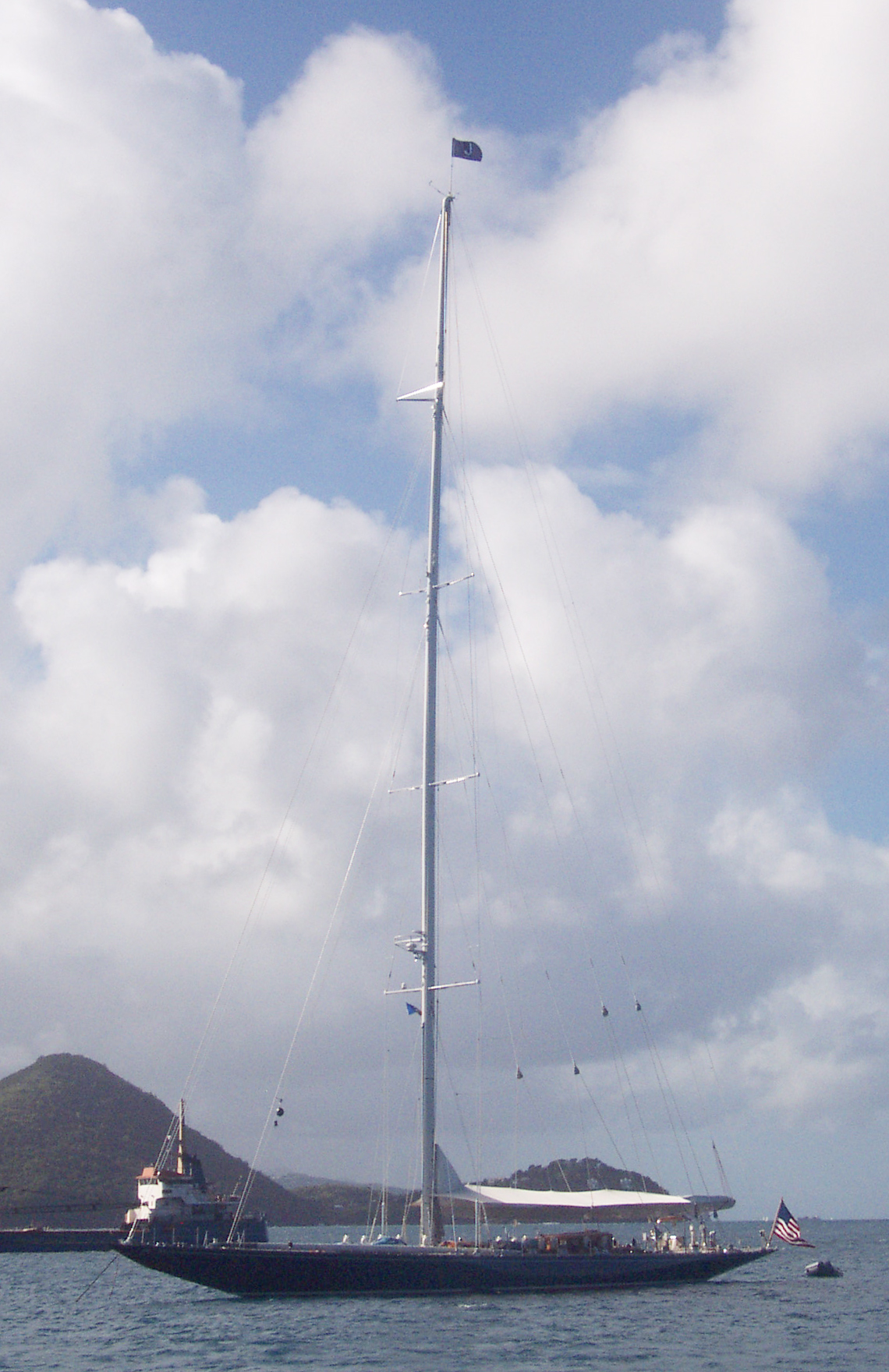
Endeavour

Charles E. Nicholson baute zwischen 1920 und 1937 alle britischen Herausforderer-Yachten für den America’s Cup: Die Shamrock IV und Shamrock V für Thomas Lipton und die Endeavour und Endeavour II für Thomas Sopwith.

### J-Klasse Yachten

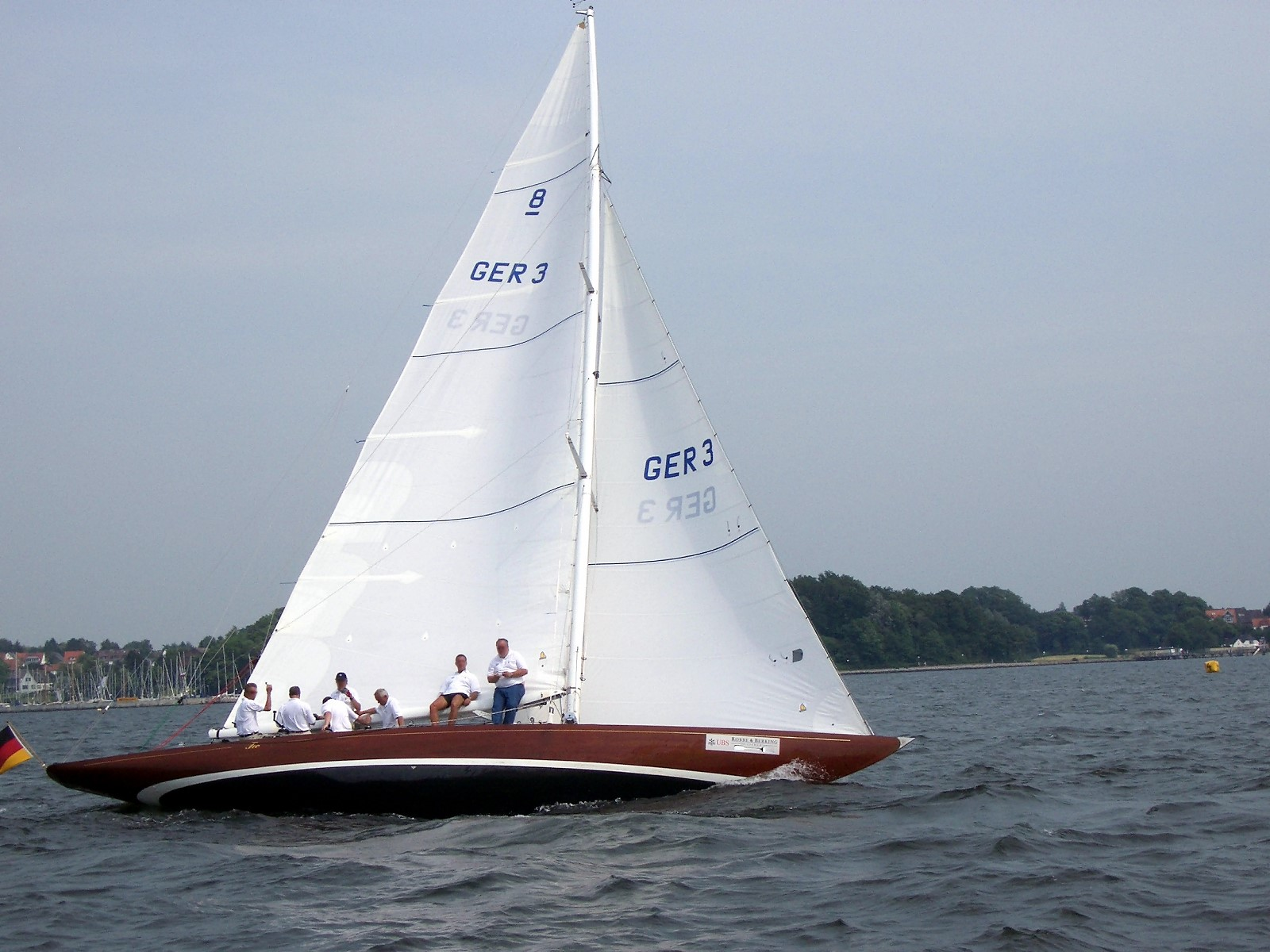
8mR-Yacht Feo von 1927

Vor der Definition der J-Klasse-Vermessungsregel entwarf Charles E. Nicholson die großen Renn-Yachten Astra und Candida. Sie wurden später so umgebaut, dass sie der Vermessungsregel der J-Klasse entsprachen so an entsprechenden Regatten teilnehmen konnten. Die Segelyacht Britannia von König Georg V. wurde von Camper & Nicholsons ebenfalls entsprechend umgebaut.
Andere Yachten wurden speziell für die J-Klasse entworfen und konnten die Regeln so besser ausnutzen. Charles E. Nicholson hat alle derartigen britische J-Klasse-Yachten entworfen und gebaut. Die Shamrock V war die erste reine J-Klasse Yacht überhaupt und wurde 1930 von Sir Thomas Lipton beim 14. Americas’Cup gesegelt. Die Velsheda war die einzige J-Klasse Yacht, die nicht für den Americas’Cup vorgesehen war. Sie wurde 1933 für William Stevenson gebaut. Die Endeavour und die Endeavour II entstanden im Auftrag von Thomas Sopwith für den Einsatz beim 15. und 16. Americas’Cup.

### Cowes Week 1937
Die Dominanz von Camper & Nicholsons erreichte 1937 ihren Höhepunkt. Die Cowes Week aus diesem Jahr ging unter dem Namen Charlie Nicholson’s Regatta in die Geschichte ein. Alle teilnehmenden J-Klasse Yachten waren von ihm gezeichnet; ebenso drei Viertel der 12-Meter- und die Hälfte der 8-Meter-Yachten. Außerdem waren viele der Hochsee-Rennyachten und der motorisierten Zuschauerboote auf seinem Reißbrett entstanden.

### GFK-Yachten

Gipsy Moth IV

Peter Nicholson zeigte 1964 die von ihm entworfene Yacht Rocquette auf einer Ausstellung. Dieses Schiff hatte als erste britische Yacht ein Flush-Deck. Diese und weitere Innovationen wurden auch in die Ketsch Gipsy Moth IV übernommen. Sir Francis Chichester beauftragte Camper & Nicholsons 1962 mit dem Bau dieses Schiffs, um die Zeiten der Wollklipper aus dem 19ten Jahrhundert für die Weltumseglung zu unterbieten.
Camper & Nicholsons begann 1960 zusammen mit Halmatic Ltd. Boote aus glasfaserverstärktem Kunststoff (GFK) zu bauen. Beim ersten gemeinsamen Modell Nicholson 36 war der arbeitsintensive Anteil von Holzhandwerk noch relativ hoch und damit teuer. Deshalb wurden für das nächste Modell enge Vorgaben gemacht: Das Boot sollte weniger als 5000 Pfund Sterling kosten und ein damit erschwingliches Volksboot (The People’s Boat) werden. Die Schiffsgröße sollte etwa 32 Fuß bei einer Wasserlinie von 24 Fuß sein. Um das Preislimit einzuhalten, musste das Boot sehr einfach zu bauen sein. Das Modell wurde ein großer Erfolg: Bis zum Produktionsende 1981 wurden 369 Exemplare gebaut. In Rumpfformen, die nach Australien exportiert wurden, wurden vermutlich weitere 20 Yachten gebaut.
Nach dem gleichen Muster wurden in den folgenden Jahren zahlreiche weitere Modelle zwischen 27 und 70 Fuß entwickelt.
Die erfolgreichsten davon waren
Nicholson 35 (228 Boote),
Nicholson 38 (134 Boote) und die
Nicholson 33 (120 Boote).
Insgesamt wurden in dieser Zeit 1400 GFK-Yachten verkauft.